# Réti bakszakáll

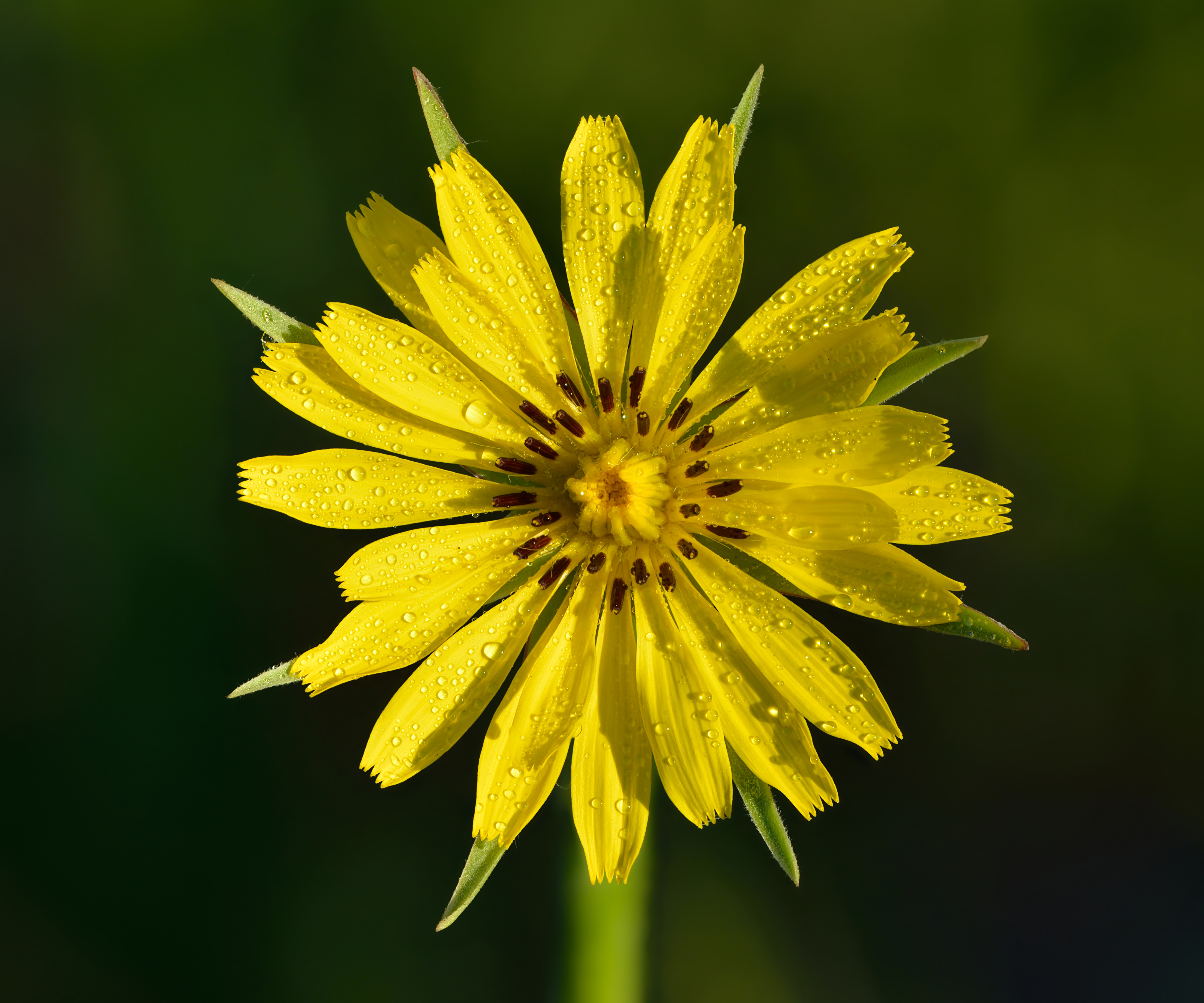
Tragopogon_pratensis

A réti bakszakáll (Tragopogon pratensis) az őszirózsafélék (Asteraceae) közé tartozó bakszakáll (Tragopogon) növénynemzetség egyik faja.

## Elterjedése
Európában őshonos. Közép-Európában gyakori, észak felé azonban egyre ritkább. A Mediterráneumban hiányzik, ott más bakszakállfajok élnek. Magyarországról hiányzik, bár több kutató a közönséges bakszakállt (Tragopogon orientalis) a réti bakszakáll alfajának tartja Tragopogon pratensis subsp. orientalis néven, vagyis ebben az értelemben Magyarországon is előfordul.

## Leírása
Kétéves vagy évelő lágyszárú, 20–70 cm magasra nő meg. Gyökere barna színű, orsó alakú karógyökér. Szürkészöld színű szára felálló, egyszerű vagy csak kissé elágazó, fiatalon még gyapjasan szőrös, de később lekopaszodik. Levelei a száron váltakozó állásban helyezkednek el, megjelenésük fűszerű: ülők, félig szárölelők, keskeny lándzsásak vagy keskeny háromszögletűek, hosszan kihegyesedők, ép szélűek, és a kétszikű növényekre nem jellemző módon párhuzamos erezetűek. Leveleinek jellegzetessége még, hogy a levélalap táján pirosasak. A növény szárának tövén mindig megfigyelhető az előző évi levelek maradványa. Hajtása tejnedvet tartalmaz.
Az akár 7 cm átmérőjű, sárga színű fészekvirágzatok (fészkek) hajtásvégiek, magánosan fejlődnek, májustól júliusig virítanak. A kocsány a fészek felé egyre vastagabb, a vacok nem pelyvás. A fészekpikkelyek keskenyek, belül kopaszak, számuk gyakran nyolc, az alapjuk összenőtt, egy sorban helyezkednek el és csészeszerűen veszik körül a fészket. A fészek közel negyven sugárvirágból áll, nem tartalmaz csöves virágokat. A sugárvirágok 5, világos- vagy aranysárga színű sziromlevele nyelvvé nőtt össze (nyelves virágok); a fészek legkülső virágainak nyelve a leghosszabb, s ahogy következnek a virágok a fészek közepe felé, nyelvük egyre rövidebb. A virágok kétivarúak: a porzótájat 5 porzólevél alkotja, a termőtájat pedig a 2 termőlevélből kialakult, alsó állású magházzal rendelkező termő. A fészekpikkelyek hossza eléri, sőt meg is haladhatja a szélső virágok nyelvének hosszát. A virágok csak 8 és legfeljebb 14 óra között, továbbá kizárólag szép, napos időben nyílnak.
Kaszattermései keskenyek, barna színűek, barázdásak, hosszú csőrükkel együtt mintegy 2,5 cm hosszúak. Ezen a csőrön helyezkedik el a 4  cm széles, piszkosfehér színű, többsoros bóbita, mely repítőkészülékként segíti elő, hogy a termés a széllel terjedhessen. Elvirágzás után a bóbitás terméseket azonban egy ideig még az összecsukódott fészekpikkelyek tartják fogva; az egykori fészek ebben az állapotában kecskeszakállra emlékeztet. A fészekpikkelyek csak később – többnyire száraz időben – nyílnak fel és teszik lehetővé a szőrbóbitás termések elszállását.
Hasonló a közönséges bakszakállhoz (Tragopogon orientalis, vagy Tragopogon pratensis subsp. orientalis), melynek azonban fészekpikkelyei rövidebbek a virágok nyelveinél, továbbá kocsánya egyenletes vastagságú, vagyis a fészek felé nem lesz egyre duzzadtabb.

## Élőhelye
Inkább domb- és hegyvidékeken – 2000 m-es tengerszint feletti magasságig – fordul elő kaszálókon, réteken, legelőkön, félszáraz gyepekben, száraz erdőkben, illetve utak és vasutak mentén, töltéseken. Nagyobb állományokat is képezhet. Gyomtársulásokban gyakori. A nedves vagy mérsékelten száraz vízháztartású, laza szerkezetű, nem sekély agyag- és vályogtalajokat kedveli, melyek humuszosak, illetve mesterséges környezetben kissé trágyázottak, továbbá tápanyagokban, bázisokban is viszonylag bőségesek.

## Felhasználása
Zöldségnövényként is ismert. Ahogyan a feketegyökér (Scorzonera hispanica) gyökerét, úgy a réti bakszakáll gyökerét, valamint zsenge hajtásait is a spárgához hasonlóan használják fel. Levelei cukortartalmúak, és akár nyersen, akár a spenóthoz hasonlóan elkészítve fogyaszthatók.